# ایژا کاررا
ایژا کاررا (به انگلیسی: Asia Carrera) (زادهٔ ۶ اوت ۱۹۷۳) بازیگر پیشین پورنوگرافی اهل ایالات متحده آمریکا است.